# Belvedere (Carolina do Sul)
Belvedere é uma Região censo-designada localizada no estado norte-americano de Carolina do Sul, no Condado de Aiken.

## Demografia
Segundo o censo norte-americano de 2000, a sua população era de 5631 habitantes.

## Geografia
De acordo com o United States Census Bureau tem uma área de 
10,2 km², dos quais 10,2 km² cobertos por terra e 0,0 km² cobertos por água. 

## Localidades na vizinhança
O diagrama seguinte representa as localidades num raio de 12 km ao redor de Belvedere. 